# Rising Sun (Maryland)
Rising Sun – miasto w Stanach Zjednoczonych, w stanie Maryland, w hrabstwie Cecil.